# Dopravní cyklistika

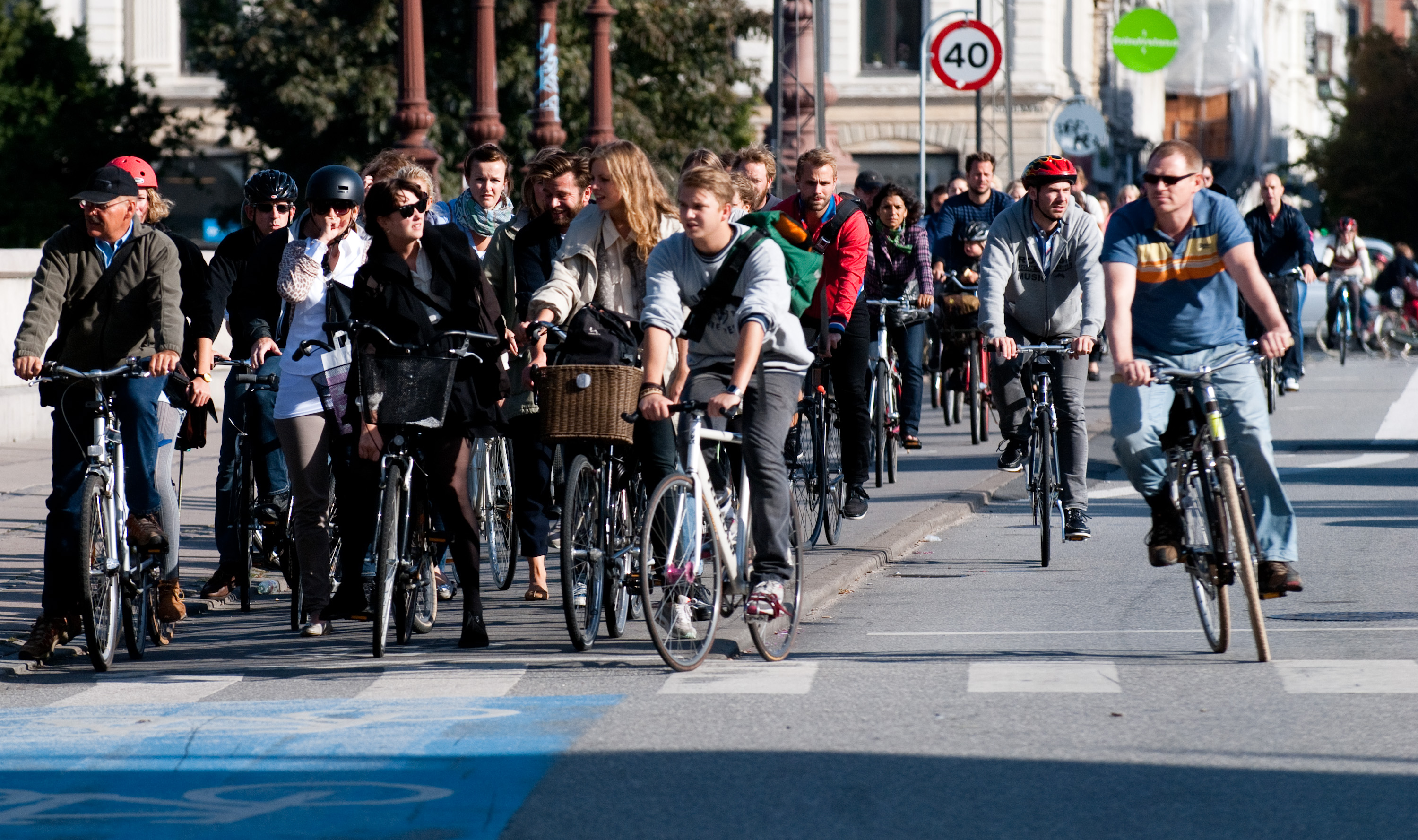
Cyklisté v Kodani během ranní špičky

Dopravní cyklistika, též cyklistická doprava (cyklodoprava), je druh cyklistiky, kdy jízdní kolo plní dopravní funkci. Používání jízdního kola tedy nemá za hlavní cíl ani sport, ani zlepšování fyzické kondice, ani rekreaci ve formě cykloturistiky, ale přepravu z jednoho místa do druhého. Celosvětově se jedná o nejobvyklejší formu jízdy na kole, a o jednu z nejběžnějších forem dopravy lidskou silou, a tedy udržitelné dopravy. Podíl cyklodopravy na celkové přepravní práci se vyjadřuje dělbou přepravní práce. Jde-li o dopravu v rámci města, kde je alternativou k MHD nebo jízdě autem, nazývá se městská cyklistika. 

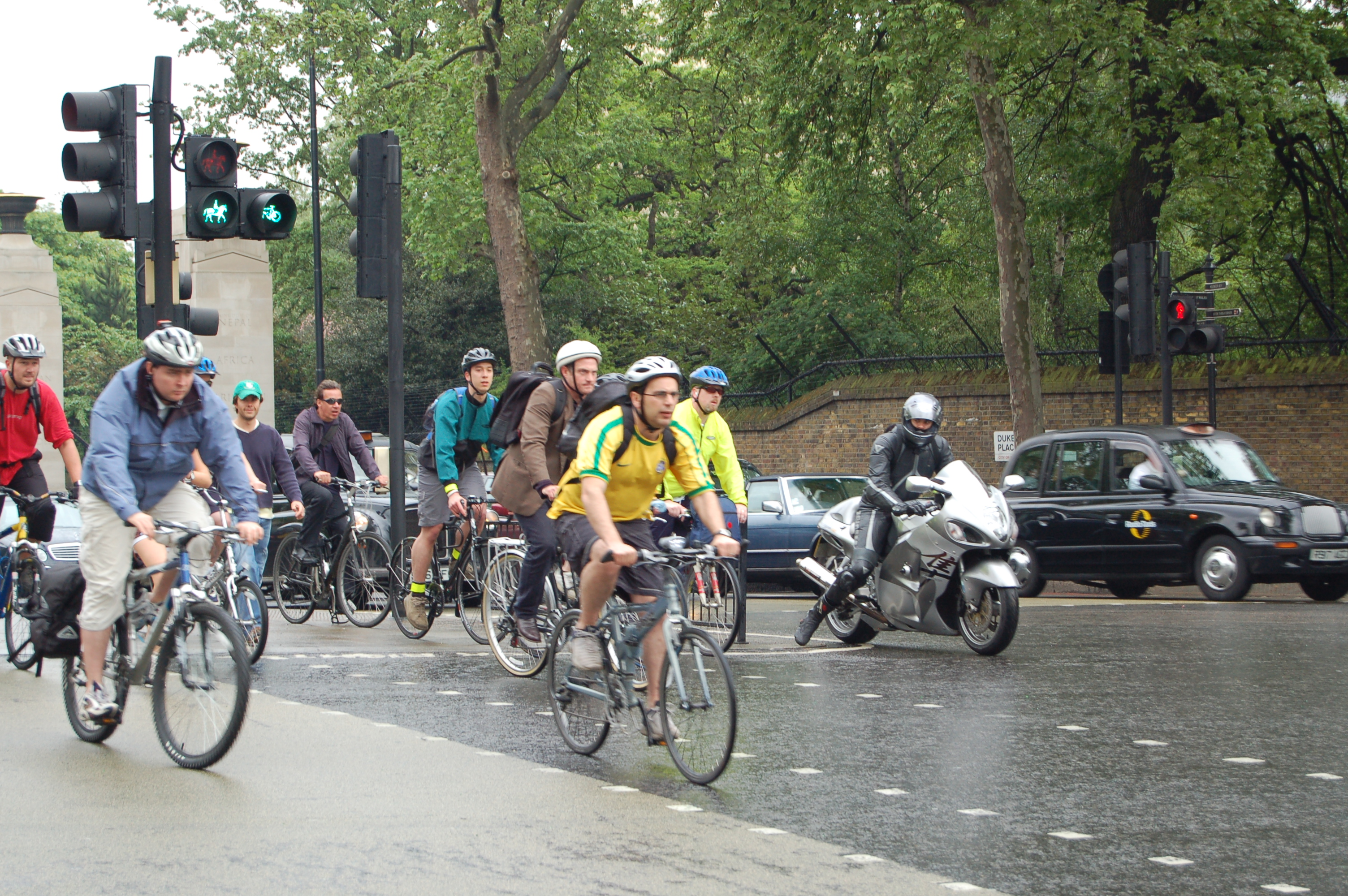
Cyklisté v Londýně během dopravní špičky

Je běžnou záležitostí ve většině zemí severní a západní Evropy, v některých amerických městech či v Asii. Města s nejvyšším procentem dopravních cyklistů jsou Kodaň a Amsterdam (přibližně 50 %). Například v čínském Pekingu se používají čtyři miliony kol (a v celé Číně bylo podle odhadů na začátku osmdesátých let 500 milionů cyklistů), v Japonsku je 80 milionů jízdních kol a cyklistika se podílela v roce 2000 na dojíždění ze 17 %. V Nizozemsku je 27 % přesunů realizováno s pomocí kola
V Česku je cyklistika vnímána především jako sport, kolo není častým dopravním prostředkem ve městech.

## Způsoby využití
Jízdní kolo je obvykle používáno na kratší trasy (3–15 kilometrů jedním směrem), například pro dojíždění do práce, do školy, rozvážení poštovních zásilek a nebo výrobků (například noviny, pečivo). V řadě měst jsou běžní cyklističtí kurýři a nákladní jízdní kola mohou zastat práci malých dodávek při rozvážení zboží na malém území s obtížnou dopravní prostupností. Dalším formou, ovšem v evropských městech méně běžnou, je velotaxi pro přepravu osob.

## Výhody
Za výhody dopravní cyklistiky se považují:
- finanční úspory v dopravě
- doba jízdy na kole je předvídatelná, ve špičce může být nejrychlejším způsobem pohybu po městě
- nízký zábor veřejného prostoru jak během jízdy, tak během parkování
- snižování dopravních zácp
- kladný vliv na lidské fyzické i mentální zdraví cyklistů (snižování obezity, snižování možnosti kardiovaskulárních onemocnění a podobně)
- snížení znečištění ovzduší
- cyklisté utrácí v lokálních obchodech více než motoristé, mají větší tendenci nakupovat na víc místech[8]

## V Česku

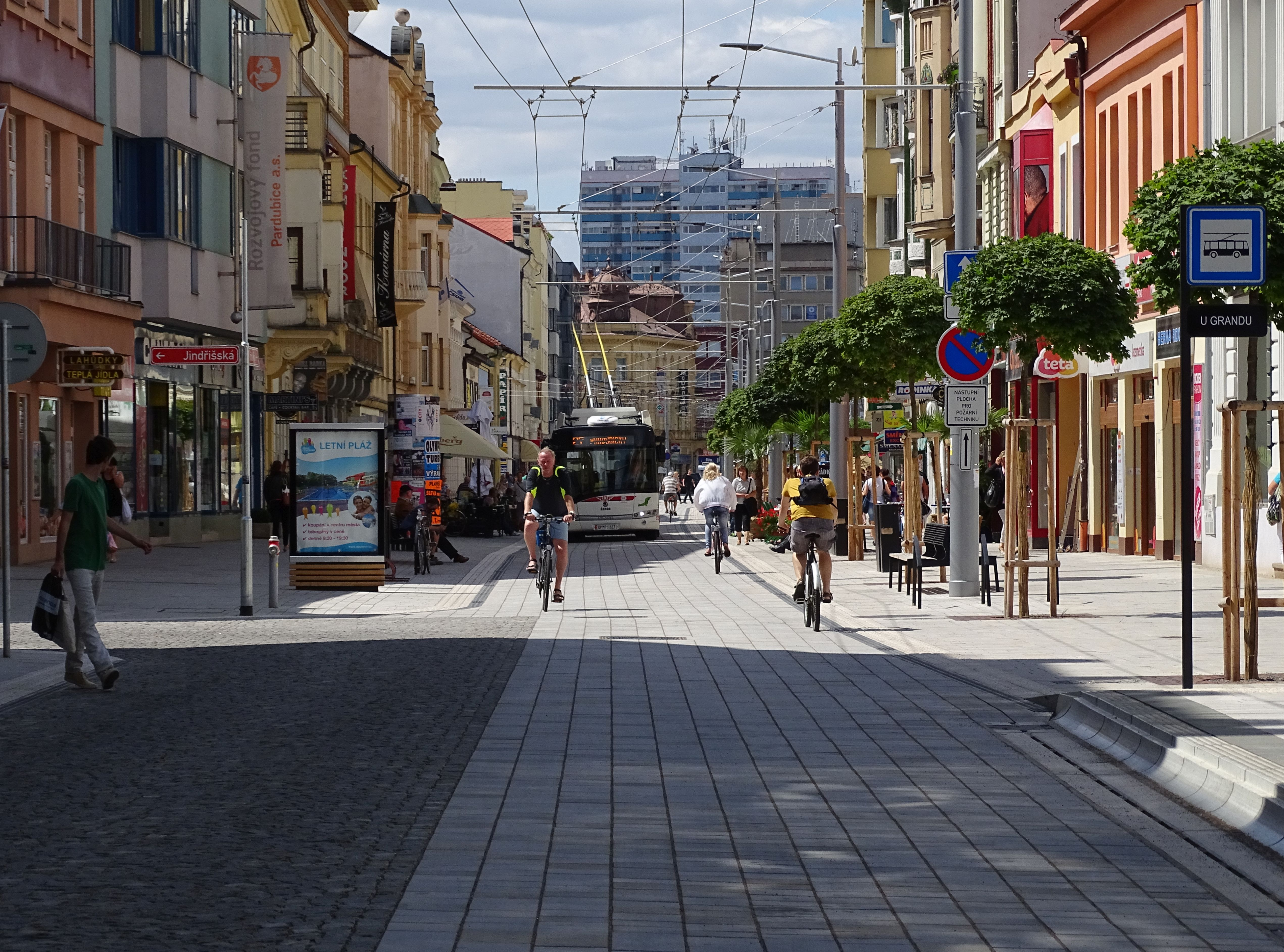
Cyklisté na třídě Míru v Pardubicích

V Česku využívá kolo jako dopravní prostředek malé procento populace. Přibližně 4 % všech přesunů byly v roce 2007 realizovány pomocí jízdního kola. Jako důvody nízkého podílu cyklodopravy jsou uváděny špatná infrastruktura pro cyklisty, nízká podpora ze strany veřejné správy, absence možností bezpečného parkování kol.
Česká města s největším podílem cyklistické dopravy jsou Pardubice, Hradec Králové, České Budějovice či Uherské Hradiště, kde čítá jízda na kole 10 až 20 % z celkového dopravního výkonu.
Žebříček CykloRank online magazínu Městem na kole v roce 2023 změřil podíl cyklistické infrastruktury na celkové uliční a silniční síti v českých městech nad 10 tisíc obyvatel. Na prvním místě se umístilo město Uničov, kde je podíl cyklostezek vůči celkové síti ulic 0,117 %, tedy nejvíce v zemi. Dále se umístily Pardubice, Hradec Králové, Karviná, Kadaň, Břeclav, České Budějovice, Veselí nad Moravou, Poděbrady a Strakonice. Praha skončila na 25. místě, Brno na 81. a Ostrava na 31.
O podporu cyklistiky se v českých městech zabývají především spolky jako Automat, Brno na kole či online magazín Městem na kole. Od roku 2004 existuje dokument Národní strategie rozvoje cyklistické dopravy České republiky. V něm se český stát zavázal k podpoře cyklistické dopravy a k budování cyklostezek, místo nichž se ale staví téměř výhradně sdílené stezky.

### Sdílených jízdných kol

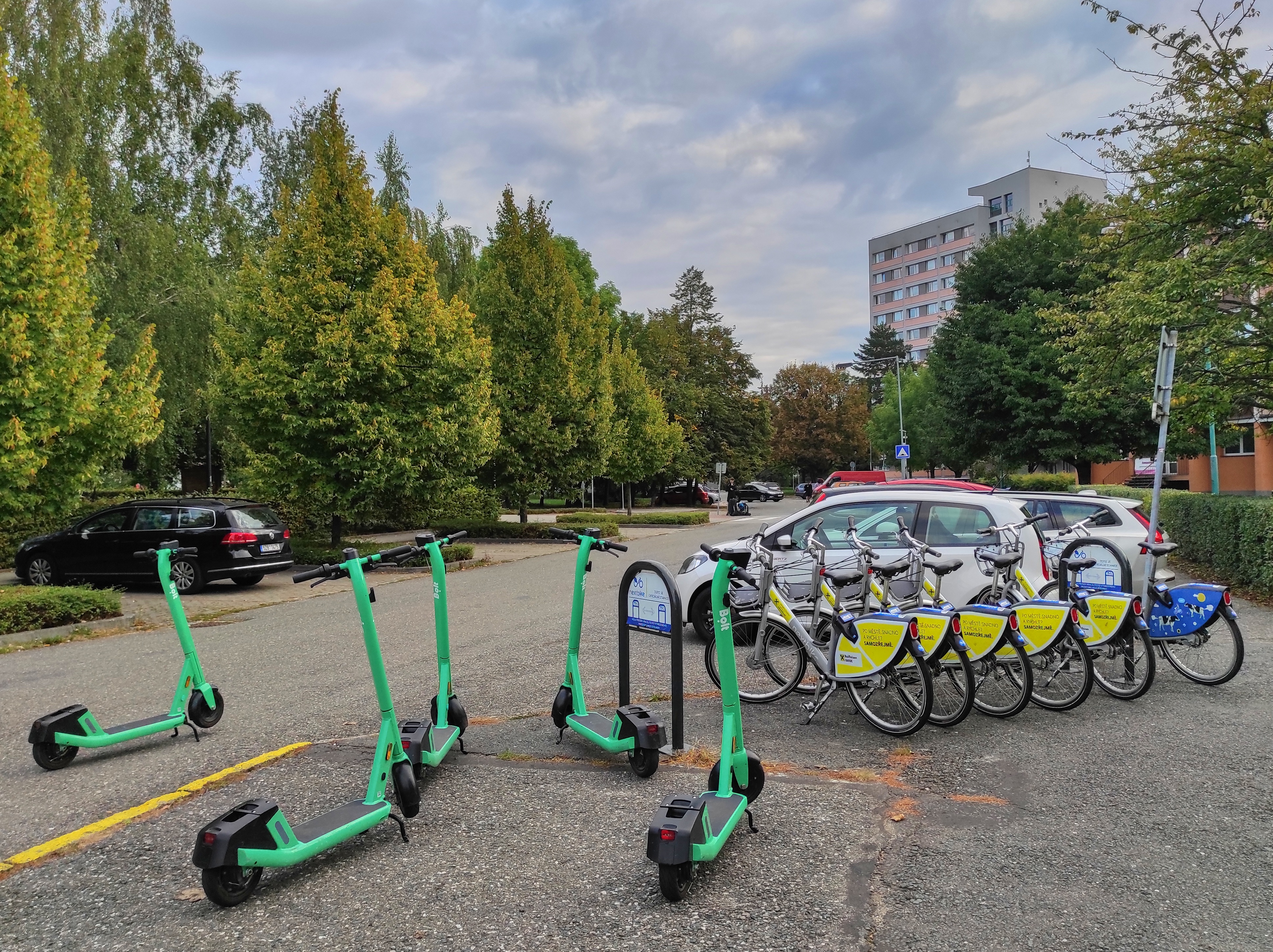
Sdílená kola v Olomouci

Systémy pro sdílení kol jsou zamýšleny především pro dopravní účely, v českých městech slouží na kratší přesuny po městech a jako pomocná ruka MHD. V Česku začal první bikesharing fungovat v Praze. Od roku funguje 2013 česká firma Rekola, která v roce 2023 půjčovala svá kola v pěti českých městech. Největším provozovatelem sdílených kol v Česku je k roku 2023 Nextbike, který funguje ve více než 30 městech. V Brně a Praze k roku 2021 také fungují sdílená elektrokola od firem Lime a Bolt.